# Retournement (aviation)

Le retournement est une figure de voltige aérienne inverse de l'immelmann. 

Symbole d'un retournement ordinaire selon le catalogue Aresti

Également appelée Split S, elle consiste à procéder à un demi-tonneau puis à cabrer en effectuant une demi-boucle ramenant l'avion à l'horizontale mais à une altitude inférieure.
Dans la variante dite « demi huit cubain inverse », l'avion est initialement cabré à 45° vers le ciel. On procède ensuite à un demi-tonneau puis on cabre en effectuant un cinq huitièmes de boucle ramenant l'appareil à l'horizontale. Si la figure est correctement négociée, l'altitude avant et après la figure est la même, l'avion volant alors dans le sens opposé.
Cette variante est généralement celle enseignée dans la formation de voltige de base.
Une difficulté essentielle de cette figure est de plonger à une vitesse suffisamment basse afin de ne pas dépasser la vitesse maximale et/ou le facteur de charge lors de la ressource.

## Photographies

Vue embarquée latérale d'un retournement (demi huit cubain inversé)
- Symbole d'un retournement (demi huit cubain inversé) selon le catalogue Aresti